# Alba Castellanos
Alba Castellanos (Avellaneda; 27 de julio de 1924 - Mar del Plata; 4 de mayo de 1993) fue una actriz de cine, radio, teatro y televisión y cancionista argentina.

## Carrera profesional
Se inició como actriz de reparto en el cine y llegó a primera figura en radio y televisión.
Trabajó  en radioteatros escritos por Nené Cascallar y se recuerdan sus actuaciones en pareja con Ricardo Lavié. En 1955 trabajó con Fabio Zerpa en el radioteatro Pequeñas historias de amor, con el cual debutaba la autora Alma Bressán.
En teatro se recuerda su actuación en 1955 en el Teatro Discépolo en la obra Un Tal Judas, con la actuación y dirección de Narciso Ibáñez Menta adaptada por Alberto de Zavalía sobre la obra de Claude André Puget y Pierre Bost.
En 1957 tuvo el rol protagónico en el teleteatro Una mujer sola en la vida escrito por Horacio Toledano. Se recuerda de 1960 el Teleteatro de las quince cuyo elenco encabezara con Enrique Kossi y Enrique Fava.
Entre 1961 y 1963 se transmitió por Canal 7 el teleteatro Historias de mujeres que protagonizó junto al galán Oscar Casco.
Trabajó en Ocho estrellas en busca del amor, un programa transmitido diariamente por Canal 9 en 1964 y 1965) con historias semanales de cinco capítulos de media hora, basadas en grandes novelas, con un elenco en el que figuraron entre otros, Alberto Argibay, José María Langlais, Fernanda Mistral, Inés Moreno, Lautaro Murúa, Ignacio Quirós e Irma Roy
Entre 1965 y 1970 participó en Su comedia favorita, un programa que con elenco rotativo se transmitía por Canal 9.
En 1966 trabajó en Telecinelux, que transmitía por Canal 9 la adaptación basada en argumentos de películas de un espectro temático muy amplio. Al año siguiente en el mismo canal tuvo el papel protagónico junto al joven actor Federico Luppi en Mis queridas mujercitas.
Recibió el premio Cóndor de Plata a la Revelación femenina por su trabajo en Rebelión en los llanos (1953) y en 1962 fue una de las candidatas seleccionadas para el Premio Martín Fierro a la mejor actriz de novela.
Estuvo casada con el conductor Raúl Calviño con quien tuvo dos hijos naturales Alba y Roberto y adoptaron un niño Guillermo cuando tenía 5 años. Vivió varios años en Bella Vista, Buenos Aires y falleció el 4 de mayo de 1993 en Mar el Plata, donde estaba radicada.

## Filmografía
Actriz
- Culpas ajenas   (1959)
- La hermosa mentira   (1958)
- La muerte flota en el río   (1956) …Marión
- El grito sagrado   (1954)
- Rebelión en los llanos   (1953)
- Cumbres de hidalguía   (1947)
- Cristina   (1946)
- Lauracha (1946)
- Veinticuatro horas en la vida de una mujer   (1944)
- Cada hogar, un mundo   (1942)
- Boina blanca   (1941)
- Una vez en la vida   (1941)

## Televisión
- El camionero y la dama    (1985) Serie .... Rosario
- Amor gitano    (1983) Serie .... Pilar
- Los miserables (1981)
- Extraña adopción (1981)
- Las 24 horas (1981)
- El mundo del espectáculo (1981)
- Trampa para un soñador    (1980) Serie .... Natalia
- Malevo    (1972) Serie .... Susana
- La novela semanal (1972)
- La novela mensual (1972)
- Muchacha italiana viene a casarse    (1969) Serie .... Elena
- Mis queridas mujercitas (1968)
- Teleteatro de jóvenes (1966)
- Los que no esperan (1966)
- Ocho estrellas en busca del amor (1965)
- El día nació viejo    (1964)
- Teleteatro de las 15 (1960)
- Teatro argent‌ino de ayer, de hoy y de siempre (1960)
- La casa grande (1960)
- Dos en el mundo (1960)
- Una mujer sola en la vida (1957)
- La noche tiene nombre (1957), teleteatro con dirección de Cabral Ruiz y libros de Horacio Toledano
- Teatro del sábado (1956)

## Teatro
- Novias de España (1950)
- Ha vuelto España (1954)
- La mujer del otro (1954), de Sidney Howard, junto a la "Compañía de comedias Luis Sandrini".
- Detective (1955)
- Un tal Judas (1955)
- Mi querida Josefina (1962)
- Delito frente al mar (1964)
- Cielo de barrilete (1966)
- El trompo (1968)
- Scuba Duba (1969), con Osvaldo Pacheco.
- Proceso a Juana Azurduy, con Enrique Kossi.